# Frederic VI de Dinamarca
Frederic VI de Dinamarca (Palau de Christiansborg 1768 - Amalienborg 1839). Rei de Dinamarca des de 1808 i fins a 1839 i de Noruega des de 1808 i fins a 1813.
Nascut al Palau de Christiansborg el dia 28 de gener de 1768, era fill del rei Cristià VII de Dinamarca i de la princesa Carolina Matilde del Regne Unit. Frederic era net del rei Frederic V de Dinamarca i de la princesa Lluïsa del Regne Unit; mentre que per via materna ho era del príncep Frederic del Regne Unit i de la princesa Augusta de Saxònia-Gotha.
El dia 31 de juliol de 1790 contragué matrimoni a Gottorp amb la landgravina Maria de Hessen-Kassel, filla de Carles de Hessen-Kassel. La parella tingué vuit fills dels quals únicament dues filles arribaren a edat adulta:
- SAR el príncep Cristià de Dinamarca, nat a Copenhaguen el 1791 i mort un dia després.

- SAR la princesa Maria Lluïsa de Dinamarca, nada a Copenhaguen el 1792 i morta al Castell de Frederiksborg el 1793.

- SAR la princesa Carolina de Dinamarca, nada al Palau de Cristinasborg el 1793 i mort a Copenhaguen el 1881. Es casà amb el príncep Ferran de Dinamarca el 1829 al Castell de Frederiksborg.

- SAR la princesa Lluïsa de Dinamarca, nada a Copenhaguen el 1795 i morta cinc mesos després.

- SAR el príncep Cristià de Dinamarca, nat a Copenhaguen el 1797 i mort cinc dies després.

- SAR la princesa Juliana Maria de Dinamarca, nada a Copenhaguen el 1802 i morta deu dies després.

- SAR la princesa Frederica de Dinamarca, nada a Copenhaguen el 1805 i morta dos mesos després.

- SAR la princesa Guillemina de Dinamarca, nada a Kiel el 1808 i morta a Glücksburg el 1891. Es casà a Copenhaguen el 1828 amb qui seria rei Frederic VII de Dinamarca de qui es divorcià el 1837. El 1838 es casà amb el duc Carles de Schleswig-Holstein-Sondenburg-Glücksburg a Amalienborg.

L'any 1794, el príncep Frederic fou nomenat regent de Dinamarca arran dels trastorns mentals que patia el seu pare, el rei Cristià VII de Dinamarca. Des de 1794 i fins a 1808 actuà com a príncep regent en un moment en què el seu cosí, el príncep Jordi del Regne Unit, també actuava de regent a les Illes Britàniques.
Durant la regència, Frederic inicià tímides reformes de caràcter liberal amb el suport del cap del Gabinet de Ministres, Andreas Peter Bernstorff. Entre altres mesures s'aprovà l'abolició de la servitud l'any 1788.
Al llarg de les guerres continentals europees contra la França revolucionària i després contra Napoleó Bonaparte, Dinamarca rebé dos atacs navals britànics els anys 1801 i 1807, en aquesta darrera ocasió, s'anomenà la batalla de Copenhaguen. Els atacs, eren justificats en la neutralitat que el país ostentava i en la col·laboració que mantenia amb París.
Quan l'any 1809 el tron de Suècia quedà vacant, el rei Frederic s'interessà per ocupar-lo. Frederic esgrimia el fet d'ésser descedent del rei Gustau I de Suècia, monarca que havia garantit la independència de Suècia. Malgrat aquest argument, primer fou elegit el duc August de Schleswig-Hosltein-Sondenburg-Augustenburg i posteriorment el mariscal francès Bernadotte
Després de la desfeta de Napoleó Bonaparte, el gener de 1814 es va haver de signar el Tractat de Kiel de 1814, pel que Frederic perdé Noruega en mans de Suècia. Aplicà una política reaccionària i contrària als ideals liberals que havia practicat durant la Regència. Una política de censura i d'aniquilació de l'oposició acompanyada de mals resultats econòmics feren que el regnat de Frederic VI de Dinamarca sigui considerat nefast.
A la dècada de 1830, el govern de Frederic VI es veié obligat a l'acceptació de diverses mesures d'obertura política. Malgrat l'aprovació de legislació de caràcter liberal, el seu govern només permeté mesures de poca profunditat polític garantint una obertura molt limitada.
De la mateixa manera que molts dels seus avantpassats i successors recolzaren l'astronomia, Frederic VI esdevingué un gran mecenes de l'astronomia instaurant una medalla d'or als descobriments astronòmics.
Frederic VI morí al Palau d'Amalienborg el dia 3 de desembre de 1839 a l'edat de 71 anys. És enterrat a la Catedral de Roskilde al costat de la seva esposa i de la majoria dels monarques danesos.